# Pseudacraea hostilia
Pseudacraea hostilia is een vlinder uit de onderfamilie Limenitidinae van de familie Nymphalidae. De wetenschappelijke naam van de soort is, als Papilio hostilia, voor het eerst geldig gepubliceerd in 1782 door Dru Drury.